# Codriophorus aquaticus
Codriophorus aquaticus, syn. Racomitrium aquaticum — вид мохів порядку гріміальних (Grimmiales).

## Поширення
Батьківщиною є Європа, Макаронезія, Північна Америка, Азія.